# بيرنابيه كوبو
بيرنابيه كوبو (بالإسبانية: Bernabé Cobo)‏ هو عالم طبيعي والمؤرخ الإخباري ومبشر وكاتب إسباني، ولد في نوفمبر 1582 في لوبيرا في إسبانيا، وتوفي في 9 أكتوبر 1657 في ليما في بيرو.